# Operacions en profunditat
Operacions en profunditat fou una doctrina militar desenvolupada per les forces armades de la Unió Soviètica durant els anys 20 del segle xx. Fou completada amb les regulacions de camp del 1936.

## Història
Durant els anys 20 i 30, els teòrics militars soviètics introduïren el concepte de batalla en profunditat.
 Fou una conseqüència directa de l'experiència amb els extensos i ràpids moviments de les formacions de cavalleria durant la Guerra Civil Russa i la Guerra Poloneso-Soviètica.

## Contingut

### Àmbit d'estudi
Les operacions en profunditat inclouen maniobres simultànies realitzades per diversos cossos o exèrcits. No es pretenia aconseguir la victòria en una operació aïllada, sinó en múltiples operacions aconduïdes en paral·lel o successivament. En això, la doctrina de les Operacions en profunditat diferien de la interpretació més corrent de la doctrina Blitzkrieg.

### Objectiu
L'objectiu de les operacions en profunditat era atacar l'enemic simultàniament amb el gruix de les forces per induir un col·lapse catastròfic en el seu sistema defensiu. Formacions extremadament mòbils aprofitaven llavors aquest col·lapse penetrant el front cap a la rereguarda enemiga i destruint la seva capacitat de reconstruir les defenses. Una segona línia de forces s'encarregava del paper de suport.

### El paper de la tecnologia
La teoria soviètica de batalla profunda va ser basada en la creença que els avenços tecnològics i l'art de la maniobra oferien oportunitats per una victòria ràpida, eficient i decisiva. El desenvolupament simultani de l'aviació i l'armament blindat proporcionà un ímpetu físic per l'evolució d'aquesta doctrina en l'Exèrcit Roig. El Mariscal Mikhail Tukhachevsky posà en relleu que "el poder aeri havia de ser usat contra objectius situats més enllà de l'abast de la infanteria, l'artilleria, i d'altres tipus d'armament. Per maximitzar l'efecte de l'aviació havia d'ésser emprada en massa, concentrada en temps i en espai contra objectius de la més alta importància tàctica".

## Les Operacions en profunditat en la teoria i la pràctica

### Regulacions de camp
Les Operacions en profunditat foren formalment expressades per primer cop com un concepte en les regulacions de camp de 1929 de l'Exèrcit Roig, i més a bastament desenvolupades en les Instruccions de Batalla Profunda del 1936. El concepte fou finalment consolidat per l'exèrcit en les Regulacions provisionals de camp del 1936.

### L'impacte de les Purgues
Les Grans Purgues de 1937-1939 varen eliminar molts dels oficials comandants de l'Exèrcit Roig, incloent-hi Tukhatxevski. Com a conseqüència directa - i també com a resultat de les experiències a la Guerra Civil Espanyola i la Guerra d'Hivern contra Finlàndia - el concepte d'Operacions en profunditat s'abandonà, fins que la seva potencialitat s'intuí en la veloç victòria que els alemanys assoliren sobre França en l'operació Fall Gelb del 1940. Un exemple primerenc de l'efectivitat potencial de la doctrina d'Operacions en profunditat es pot trobar en la victòria soviètica sobre Japó en la Batalla de Khalkhin Gol (Nomonhan), on un cos soviètic comandat per G. K. Júkov sota les premisses de Tukhatxevski derrotà contundentment una nombrosa força japonesa l'Agost-Setembre de 1939.

### Operacions en profunditat durant la Segona Guerra Mundial
El desenvolupament de la doctrina operacional soviètica durant la Segona Guerra Mundial deu molt a la base doctrinal que ja era present a les Regulacions de Camp del 1936 i a les idees de les Operacions en profunditat. El ràpid creixement d'una força mecanitzada competent, així com del seu maneig expert, van ser observats per oficials alemanys tals com F.W. von Mellenthin. Les dues operacions militars que s'acostaren més a l'ideal d'Operacions en profunditat foren probablement l'Ofensiva del Vístula-Oder contra la Wehrmacht el Gener/Febrer del 1945, i l'Operació Tempesta d'Agost contra l'Exèrcit Kwantung japonès a Manxúria l'agost del 1945. Ambdues foren victòries ràpides i contundents de l'Exèrcit Roig.

## Partidaris més rellevants
- Mikhail Tukhachevsky
- Lev Kàmenev
- Georgii Isserson
- Pavel Varfolomeev
- Vladímir Triandafíl·lov